# Aphelandra albert-smithii
Aphelandra albert-smithii är en akantusväxtart som beskrevs av Emery Clarence Leonard. Aphelandra albert-smithii ingår i släktet Aphelandra och familjen akantusväxter. Inga underarter finns listade i Catalogue of Life.